# Kościół Matki Bożej Ostrobramskiej w Siennie
Kościół pw. Matki Bożej Ostrobramskiej w Siennie – rzymskokatolicki kościół filialny w Siennie, w powiecie słubickim, w województwie lubuskim. Należy do dekanatu Rzepin w diecezji zielonogórsko-gorzowskiej.